# Jean-François Pierre Dudon
 (février 2023).
Pour les articles homonymes, voir Dudon.
Jean-François-Pierre-Cécile Dudon (16 juin 1778, Bordeaux - 26 mars 1857, Paris), est un administrateur et homme politique français.

## Biographie
Fils et petit-fils de procureurs généraux au parlement de Bordeaux, son père périt sur l'échafaud en 1793 et ses biens furent confisqués.
Il sert dans l'Armée des Pyrénées-Orientales sous Dugommier grâce à la protection de ses amis. Après la paix de Bâle, il entre au ministère des Relations extérieures, sous le ministre Colchen. Il est destitué par le ministre Delacroix, avant d'être réintégré par Talleyrand. Rappelé dans l'armée, il prend part aux campagnes de Hollande et du Rhin, sous le général Moreau.
Il est nommé auditeur au Conseil d'État en 1803, puis substitut près le tribunal de la Seine l'année suivante. Il est créé baron de l'Empire le 22 novembre 1808.
Intendant général à l'Armée du Nord en 1809, il passe maître des requêtes au Conseil d'État en 1810, puis procureur général du Conseil du Sceau. En 1814, il est chargé par le gouvernement provisoire de réclamer à Marie-Louise les sommes emportées par elle sur l'avis du conseil de régence. Talleyrand le fait nommer conseiller d'État et membre de la commission chargée de l'administration des départements occupés par les troupes alliées à la seconde Restauration.
Dans la session législative de 1815-1816, il soutient à la Chambre des députés, comme commissaire du roi, la discussion du budget ; lors du ministère de Serre, il est mis en service extraordinaire. Le 13 novembre 1820, il est élu député de l'Ain. Il prend place à l'extrême-droite et défend tous les projets de loi réactionnaires du moment. Pour reconnaître ses services, Villèle le rappela en service ordinaire au conseil d'État (section du contentieux).
Réélu le 6 mars 1824, il demande l'annulation de l'élection de Benjamin Constant, combat la conversion des rentes proposée par le ministère Villèle, vote pour la loi du sacrilège, est président de la commission chargée d'examiner le projet de loi Peyronnet sur la presse (1827), soutient presque à lui seul le poids de la discussion contre l'opposition, remplace Bonnet comme rapporteur, et se montre encore plus réactionnaire que les ministres. 
Il ne se représente pas aux élections générales de 1827 et est exclu du Conseil d'État par le ministère Martignac en 1828.
Le 27 février 1830, il est réélu député, au collège de département de la Loire-Inférieure. Il soutient le ministère Polignac, est nommé, en mai 1830, ministre d'État et membre du conseil privé, et, grâce à l'appui de l'administration, est réélu député, aux élections générales du 3 juillet suivant, dans deux départements : dans la Loire-Inférieure et au collège de département de l'Ain. 
La révolution de juillet 1830 étant survenue avant la réunion de la Chambre, Dudon ne se présente pas pour occuper son siège législatif, voyage en Angleterre et en Italie, et est considéré comme démissionnaire le 25 septembre 1830.